# Зоран Кривич
Зоран Кривич (на хърватски: Zoran Krivić) е скандален колекционер на картини от Хърватия. Той е автор и водещ на предаването „ТВ Аукцион“ (TV Aukcija) - в телевизиите „OTV“ (Загреб), „YU Info“ (Белград), „A1“ (Скопие), „M-SAT“ (Варна), както и в Словения, Босна и Херцеговина, Черна гора, Турция и др.
Според македонското он-лайн списание „Форум 77“ (16 февруари – 1 март 2001) това е копродукция, в рамките на която Зоран Кривич, колекционер от Загреб, продава картини чрез наддаване по телефона, пробутвайки на зрителите кич-варианти на творби от известни югославски и други (известни и неизвестни) източноевропейски художници.

## Създател на ТВ „Аукцион“
Според думите на самия Кривич „Аукционът“ бил основан през 1978 г., когато авторът му бил едва на 17 години. В началото бил „радио-аукцион“. Тогава главният маркетингов трик бил размерът на картината. Например „Мерсад Бербер“, картина с размери 90x120 см, и още малко сведения за „замазване на очите“ и въдицата е хвърлена. Едва през 1990-те години Кривич започва да продава чрез телевизионен аукцион. Според писмо на зрител до хърватския „Виестник“ от 10 декември 1998 г., сега вече „става дума за визуална медия, значи има много предимства пред радио-аукциона, защото хората могат да видят за какво наддават, и „жътвата продължава“, хората гледат, но не виждат, а и водещият съвсем не се мъчи прекалено да им обяснява същността.“ Всъщност, Кривич продава т. нар. „авторски копия“, но не казва на зрителите.

## Разследван на Балканите
Зоран Кривич е известен на всички полиции от балканските страни. През декември 1999 г. е възбудено наказателно преследване, респ. образувано е полицейско дознание срещу Зоран К., който показва картините по електронните медии, а ги продава по телефона. Полицейското дознание срещу Кривич извършили служители на Отдела за борба с организираната престъпност към Загребското полицейско управление, въз основа на донесения от двама граждани. Както съобщава Загребското ПУ, Зоран К. договаря по телефона продажбата по време на предаването, а след това на договорения адрес изпраща шофьор, който в колата си има друга картина, а не онази, която зрителят е избрал и купил според договарянето. По време на дознанието бил призован Мерсад Бербер, за да установи, дали става дума за негови графики или за фалшификати, а след сравнителен анализ заключил, че става дума за автентичен фалшификат, като освен това похвалил фалшификатора за достоверността.
Кривич се защитава в интервю пред хърватския в. „Национал“, че бил купил творбите на Бербер по каталог и че в серията, отпечатана през 1999 г. имало и няколко фалшиви графики, за които бил готов да върне парите на купувачите. „Картините не купувах директно от Бербер, защото Библиографският институт имаше задължението да продава неговите графики. Така и купих тези творби, за които съм платил по 800–900 марки“ – декларира Кривич.

## Търсен от Словения
От февруари 2002 г. Зоран Кривич е търсен и от словенската полиция „за измами с произведения на изкуството“: „Словенската полиция, поради извършени вече множество наказуеми деяния, свързани с измама, провежда полицейско дознание срещу Зоран Кривич, гражданин на Република Хърватия, собственик на фирмата ЛЕУТ от Трогир. Наказуемите деяния е извършвал с помощта на аукциони, които организирал чрез различни локални радио и ТВ станции в Словения, и като продавал картини на известния художник от Босна и Херцеговина Мерсад Бербер, за които по-късно се оказало, че са фалшификати. Кривич фалшифицирал картини на Бербер с така наречената офсет техника и техника на ситопечат, и ги продавал на различни купувачи като оригинали. Заради подобни наказуеми деяния Зоран Кривич е арестуван от органите на Съюзна Република Югославия, които от своя страна са уведомили словенската полиция.“

## В белградски затвор
През февруари 2002 г., след провеждане на серия аукциони в България, той бива арестуван в Белград. В искането за наказателно преследване се посочва, че Кривич закупувал ефирно време в локалните ТВ станции в Суботица, Нови Сад, Сомбор, Зренянин и в съюзната телевизия „Ю-инфо“, в което предлагал за продажба оригинални картини на Милан Коньевич, Мерсад Бербер и други, както и графики, за които се установило, че са фалшификати. От Кривич са конфискувани 15 картини, от които най-скъпо продадената е за 4000 ДЕМ.
По повод ареста на Зоран Кривич, в загребския „Национал“, бр. 327 от 19 февруари 2002 г., е отпечатана статията „Досие на измамник“, в самото началото на която се казва: „След като миналата седмица белградската полиция арестува за измама Зоран Кривич – международен измамник и контрабандист на произведения на изкуството, сръбската полиция даде нов тласък на обширното разследване на хърватската полиция, която вече години наред внимателно следи многобройните криминални деяния на Кривич. Хърватската полиция е възбудила 23 и наказателни преследвания. Тринайсет от тях се отнасят за наказуеми деяния, свързани с измама, седем – за непозволено използване на авторски творби, а три – за блудствени действия. Но въпреки твърдите доказателства за това, че многократно [през последните] десет години е продавал фалшифицирани произведения на изкуството и така е мамел наивните любители на изкуството, Зоран Кривич не е прекарал нито един ден в хърватски затвор. Този скандал, за който на хърватското правосъдие ще се подиграва цялата сръбска полиция, [най-накрая] предизвика хърватската главна прокуратура [да предприеме мерки]“.
Зоран Кривич излежава седем месеца в Белградския затвор. В затвора Зоран сам започва да рисува, за което му поставят прякора Пикасо. За времето, прекарано зад решетките, Кривич казва: „В затвора развих добър бизнес. Там продадох дори графики, които сам нарисувах. Най-много рисувах портрети на останалите затворници, но изработка на портрети искаха и надзирателите. Затова в затвора ме наричаха Пикасо.“

## Пред български зрители
На българските зрители Зоран Кривич става известен още през 2000 г. чрез „ТВ Аукцион“, излъчван по варненската сателитна телевизия „М-САТ“. След като се изгубва за година и половина, Кривич отново се появява в началото на 2002 г. Според негово твърдение по телевизия „М-САТ“, по време на войната в Македония той е бил възпрепятстван да провежда аукциона си в България. От студиото на М-САТ заявява: „И, както сте информирани, вие знаете, че имаше война в Македония, и през това време, докато беше тази война, ние имахме проблеми със свързването на телевизиите в Македония, и сега, когато победихме, и свързахме отново тази верига на ТВ-Аукциона... и сега има и повече градове и в Югославия – Белград, Ниш и т.н., и ето ни тук, отново при вас.“ (синтаксисът – на З. Кривич).
Първият „ТВ Аукцион“ за 2002 г. по „М-САТ“ е обявен от Зоран Кривич за експериментален, т.е. той предлага на зрителите да купуват картини, а те могат да наддават от нула „точки“. Кривич обяснява на българските зрители: „Значи, първият, който предложи сто точки, в този момент той е новият собственик на картината, тъй като се тръгва от нула. Следващият, който предложи сто точки повече, той ще бъде тогава новият собственик. Ако няма следващ, той ще бъде новият собственик.“
В края на януари 2003 г. Зоран Кривич отново е в България. Но вече „славата“ му се е разнесла и той започва да се сблъсква с проблеми. Проиграва огромни суми на бинго, не плаща навреме на „М-САТ“, и, най-лошото, появяват се и първите купувачи, които си искат парите обратно. Такъв е случая с един богат бизнесмен от Якоруда, купил картина от хърватски художник, от Зоран Кривич наричан Петар Пинтарич, но най-вероятно става дума за известния хърватски художник Йосип Пинтарич-Пуцо. Значи, богатият бизнесмен от Якоруда купил графиката и след като шофьорът, който я докарал, си заминал, човекът с огромно разочарование забелязал, че това изобщо не е оригинал, а някакво нескопосно копие. Следват разговори по телефона, които убеждават Зоран Кривич да върне голямата сума, за да бъде потулен случаят.

## „Lasting Fame“
Многократно продаваните едни и същи картини подсказват и на неспециалистите, че „оригиналите“ всъщност са повече от един! И това са картини не само на Мерсад Бербер, а и на „най-големия жив австралийски художник“ (според думите на Зоран Кривич) Чарлз Билич, Иван Лацкович-Кроата и много други. Освен с продажба на фалшификати, Зоран Кривич е скандално известен и със съдебно дело срещу сина на своя съдружничка, който му отнел насила голяма сума заради невърната от Зоран Кривич картина.
През ноември 2004 г. Зоран Кривич е арестуван в Загреб по обвинение за измама, повдигнато по искане на два хотела от Опатия, на които Кривич не платил сметките си за престой в тях през 2002 и 2003 г. Общинският съд в Опатия издава заповед за арест и Кривич е отведен в затвора в Риека. По-късно обаче съдът променя мярката му за неотклонение и го освобождава под парична гаранция. След редицата обвинения в измами с произведения на изкуството, това е първият случай на повдигане срещу Зоран Кривич на обвинение в измама поради неплащане на сметка в хотел.